# Хуан Антоніо Сеньйор
Хуан Антоніо Сеньйор (ісп. Juan Antonio Señor, нар. 26 серпня 1958, Мадрид) — іспанський футболіст, фланговий півзахисник. По завершенні ігрової кар'єри — футбольний тренер.
Як гравець насамперед відомий виступами за «Реал Сарагоса» та національну збірну Іспанії.

## Клубна кар'єра
Народився 26 серпня 1958 року в Мадриді. Вихованець футбольної школи клубу «Реал Мадрид».
У дорослому футболі дебютував 1978 року виступами за «Алавес», в якому провів три сезони.
1981 року перейшов до клубу «Реал Сарагоса», за якому відіграв 9 сезонів. Більшість часу, проведеного у складі сарагоського «Реала», був основним гравцем команди. За цей час виборов титул володаря Кубка Іспанії з футболу.
Завчасно завершив професійну кар'єру футболіста у 1990 році через проблеми з серцем.

## Виступи за збірну
27 жовтня 1982 року дебютував в офіційних іграх у складі національної збірної Іспанії в матчі-кваліфікації на Євро-1984 проти збірної Ісландії, що завершився з рахунком 1-0 на користь піренейців.
У складі збірної був учасником чемпіонату Європи 1984 року у Франції, де разом з командою здобув «срібло», а також чемпіонату світу 1986 року у Мексиці.
Протягом кар'єри у національній команді, яка тривала 7 років, провів у формі головної команди країни 41 матч, забивши 6 голів.

## Кар'єра тренера
Розпочав тренерську кар'єру, повернувшись до футболу після невеликої перерви, 1999 року, очоливши тренерський штаб клубу «Мерида».
В подальшому очолював іспанські нижчолігові команди «Саламанка» та «Картахена».
Наразі останнім місцем тренерської роботи був клуб «Логроньєс», який Хуан Антоніо Сеньйор очолював як головний тренер до 2004 року.

## Титули і досягнення
- Володар Кубка Іспанії (1):

«Реал Сарагоса»: 1986
- Віце-чемпіон Європи: 1984